# السعودية في كأس الخليج العربي 2003
تعرضُ هذه المقالة مُشاركة المنتخب السّعُوديّ في كأس الخليج العربي 2003، التي عُقِدَت في الكويت من 26 ديسمبر 2002 إلى 11 يناير 2003.
للمرّة الثانية على التّوالي، وللمرّة الثالثة في التّاريخ يفوز المُنتخب السّعُودي بالكأس.

## تشكيلة الفريق
- 1- مبروك زايد
- 2- أحمد الدوخي
- 3- رضا تكر
- 4- حمد المنتشري
- 5- نايف القاضي
- 6- عمر الغامدي
- 7- إبراهيم سويد
- 8- محمد نور
- 9- ياسر القحطاني
- 10- محمد الشلهوب
- 11- بندر تميم
- 12- مناف أبوشقير
- 13- سعود الخيبري
- 14- سعود كريري
- 15- طلال اليامي
- 16- خميس العويران
- 17- عبد الله الواكد
- 18- سعيد الدوسري
- 19- أسامة المولد
- 20- عبد العزيز الجنوبي
- 22- محمد شريفي
- 26- يسري الباشا

## المُنافسة

### المَجمُوعة
| فريق                     | النقاط | لعب | فاز | تعادل | خسر | له | عليه | فارق الأهداف |
| ------------------------ | ------ | --- | --- | ----- | --- | -- | ---- | ------------ |
| السعودية                 | 14     | 6   | 4   | 2     | 0   | 8  | 2    | +6           |
| البحرين                  | 13     | 6   | 4   | 1     | 1   | 13 | 3    | +10          |
| قطر                      | 9      | 6   | 2   | 3     | 1   | 5  | 3    | +2           |
| عمان                     | 8      | 6   | 2   | 2     | 2   | 6  | 4    | +2           |
| الإمارات العربية المتحدة | 7      | 6   | 2   | 1     | 3   | 6  | 7    | −1           |
| الكويت                   | 5      | 6   | 1   | 2     | 3   | 6  | 9    | −3           |
| اليمن                    | 1      | 6   | 0   | 1     | 5   | 2  | 18   | −16          |

### المُباريات

#### السّعُودية ضد الإمارات
| السعودية                    | 0-2 | الإمارات |
| --------------------------- | --- | -------- |
| محمد الشلهوب ر.ج' · رضا تكر |     |          |

#### السّعُوديّة ضد قطر
| السعودية | 0-0 | قطر |
| -------- | --- | --- |
|          |     |     |

#### السعودية ضد البحرين
| السعودية     | 0-1 | البحرين |
| ------------ | --- | ------- |
| إبراهيم سويد |     |         |

#### السعودية ضد الكويت
| الكويت          | 1-1 | السعودية     |
| --------------- | --- | ------------ |
| خالد عبد القدوس |     | محمد الشلهوب |

#### السعودية ضد عمّان
| السعودية                 | 1-2 | عمان         |
| ------------------------ | --- | ------------ |
| محمد نور · ياسر القحطاني |     | عماد الحوسني |

#### السعودية ضد اليمن
| السعودية                      | 0-2 | اليمن |
| ----------------------------- | --- | ----- |
| ياسر القحطاني · ياسر القحطاني |     |       |

## مَرَاجِع
1. ↑  "الموقع الدائم لكأس الخليج العربي". مؤرشف من الأصل في 29 ديسمبر 2017. اطلع عليه بتاريخ 4 فبراير 2018.